# Attila (roman)
Attila är en roman av Klas Östergren utgiven 1975.
Romanen var Östergrens debut och handlar om en ung man som går sista året i gymnasiet. Han betraktar det stundande vuxenlivet som ett förlamande hot tills han möter en ung kvinna. Insprängt i romanen finns historiska avsnitt som ger perspektiv åt berättarens erfarenheter.